# 九郎原站
九郎原站（日语：／ Kurōbaru eki */?）是位於福岡縣飯塚市內住川原8002番，九州旅客鐵道（JR九州）的篠栗線（福北豐線）車站。車站編號為JC09。

## 歷史
- 1968年（昭和43年）5月25日 - 日本國有鐵道篠栗線篠栗站至桂川站之間開通，此站啟用。
- 1987年（昭和62年）4月1日 - 伴隨國鐵分割民營化，車站由九州旅客鐵道（JR九州）營運[1][2][3]。
- 2009年（平成21年）3月1日 - 此站可以使用IC卡「SUGOCA」[4]。

## 車站構造
車站是一座地面車站，設有2面2線的相對式月台。基本上，上下行列車均會使用1號月台，當進行列車交會時才會使用2號月台。車站啟用當時，只有1面1線的單式月台。在2001年10月路線電氣化同時設置了交會設備。
此站是無人車站。此站可以使用SUGOCA（不可購買SUGOCA，但可為SUGOCA增值）。此站為無人車站，2輛編成的一人控制列車會開啟所有車門。
在2015年3月14日時間表修正後，部分普通列車均通過此站。因此一人控制列車會進行廣播，表示該列車會通過此站。
此站是一線通過方式結構，因此通過列車通過的最高速度為100km/h。部分通過此站的普通列車會稍為減速通過。

### 月台
| 月台 | 路線     | 上下行 | 方向             | 備註               |
| ---- | -------- | ------ | ---------------- | ------------------ |
| 1    | 福北豐線 | 下行   | 篠栗、博多方向   |                    |
| 1    | 福北豐線 | 上行   | 新飯塚、直方方向 | 通常使用該月台     |
| 2    | 福北豐線 | 上行   | 新飯塚、直方方向 | 進行列車交會時使用 |

## 使用狀況
在2016年度的1日平均乘車人次為8人。
| 乘車人次變化 | 乘車人次變化 |
| 年度         | 1日平均人次  |
| ------------ | ------------ |
| 2007年       | 22           |
| 2008年       | 19           |
| 2009年       | 19           |
| 2010年       | 16           |
| 2011年       | 14           |
| 2012年       | 19           |
| 2013年       | 19           |
| 2014年       | 16           |
| 2015年       | 14           |
| 2016年       | 8            |

## 車站周邊

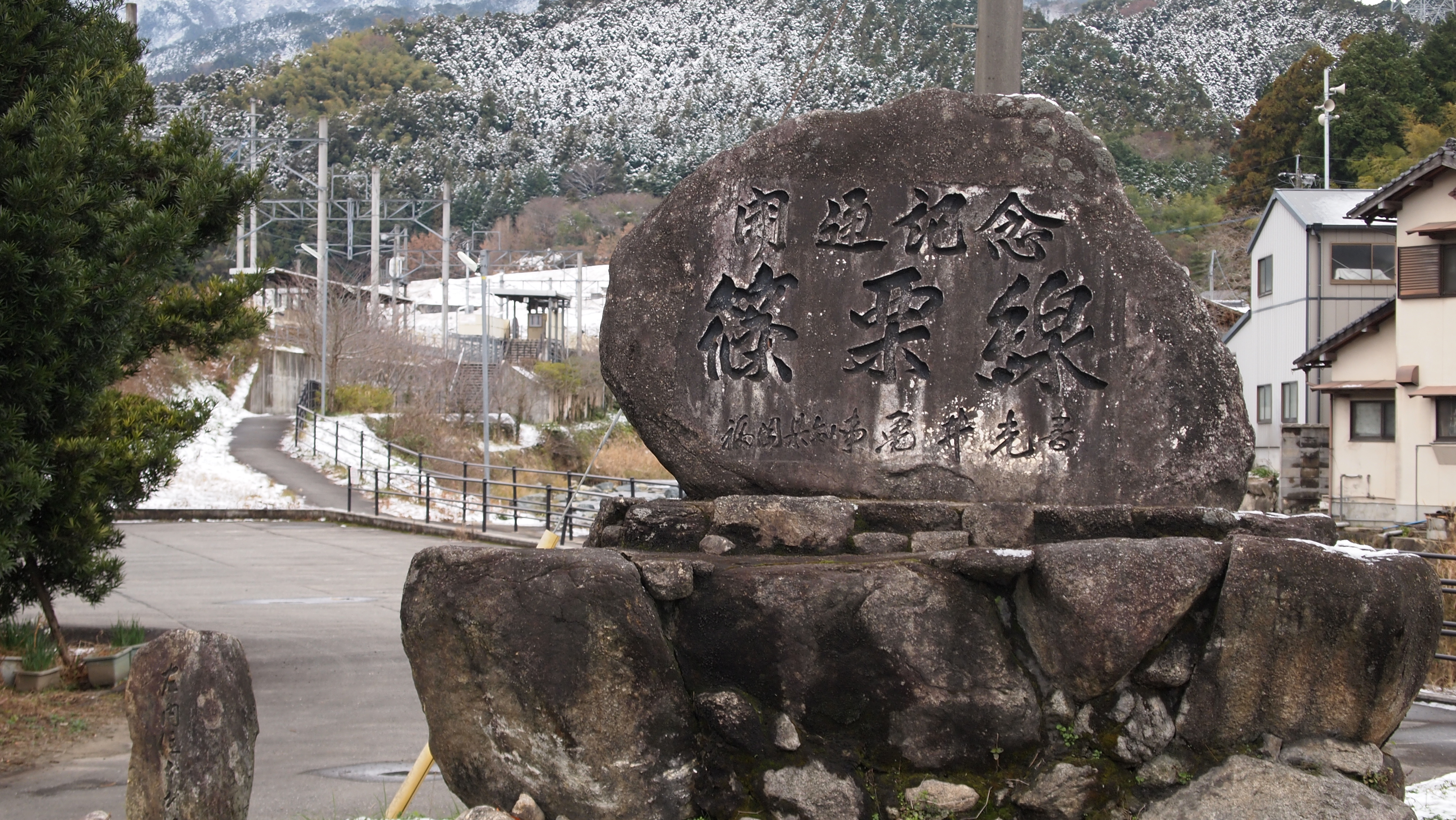
篠栗線開通紀念碑

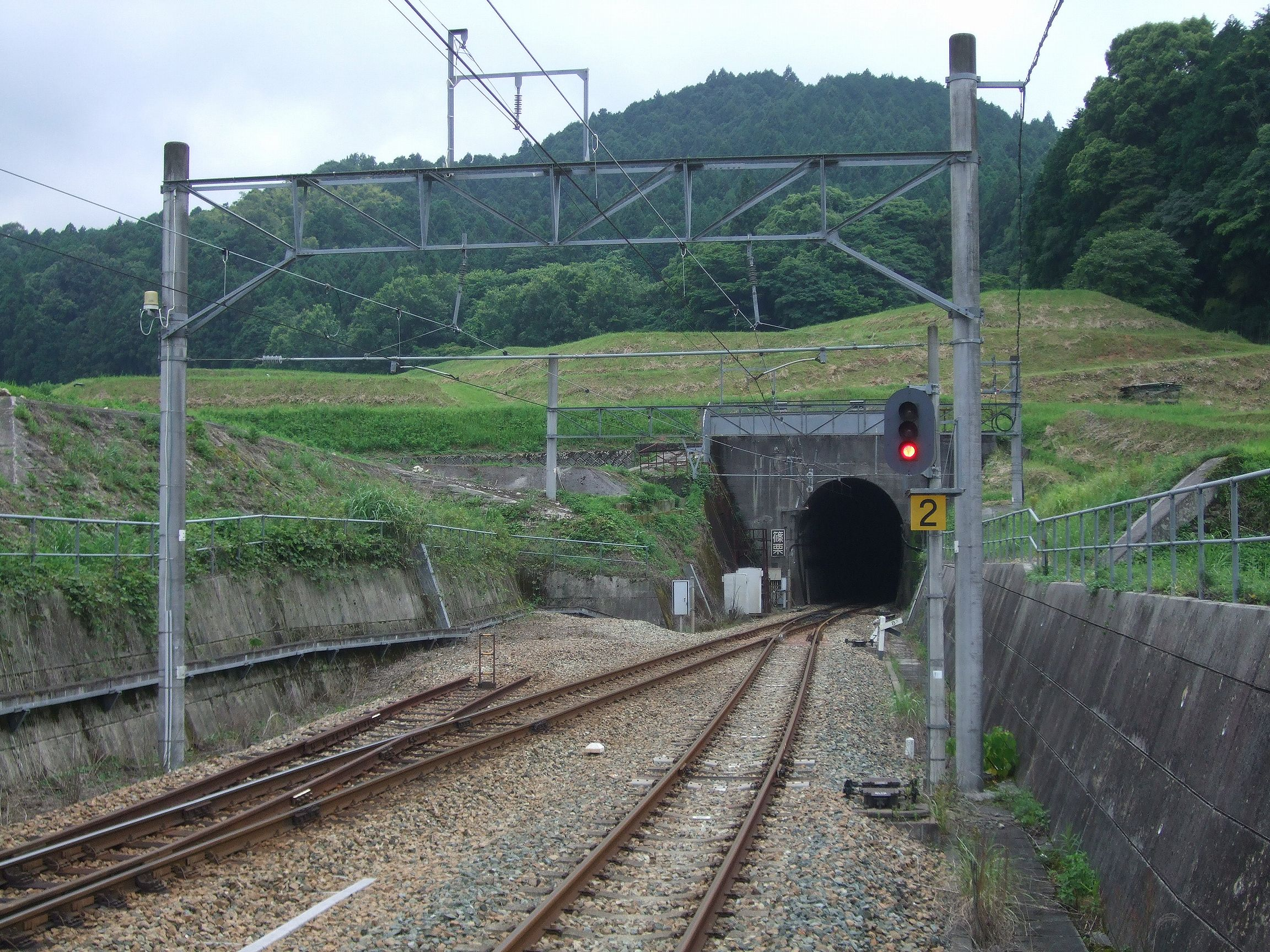
月台一方可看見篠栗隧道入口

從月台上可看見篠栗隧道入口。在篠栗隧道開通時，篠栗線也全線開通，當中此站設有篠栗線開通紀念碑。在筑前大分站附近開發了一些住宅區，開發範圍不到此站範圍。因此在篠栗線內，此站與筑前山手站共同成為最少人使用的車站。但是，飯塚市預約共乘的士（筑穗地區）可駛入此站，因此交通接駁尚算方便。
- 茜高爾夫俱樂部
- 福岡縣道60號飯塚大野城線（日语：福岡県道60号飯塚大野城線）
- 國道201號（日语：国道201号）八木山繞道（日语：八木山バイパス）筑穗交匯處

## 相鄰車站
九州旅客鐵道（JR九州）
 福北豐線（篠栗線）
■快速
通過
■普通（部分列車通過）
筑前大分（JC10）－九郎原（JC09）－城戶南藏院前（JC08）

## 注腳
1. ↑  九州鉄道百年祭実行委員会・百年史編纂部会 (编).  初版. 九州旅客鉄道. 1988: 181 （日语）.
2. ↑  『交通年鑑 昭和63年版』 交通協力會，1988年3月。
3. ↑  今村都南雄 『民営化の效果と現実NTTとJR』 中央法規出版，1997年8月。ISBN 978-4805840863
4. ↑  . 交通新聞 (交通新聞社). 2009-03-03: 1 （日语）.
5. ↑  SUGOCA 利用可能エリア （页面存档备份，存于）（日語） 九州旅客鐵道，截至2019年4月1日（2020年1月13日參閲）
6. ↑  飯塚統計 （交通、運輸） JR九州使用狀況

## 外部連結
- 九郎原（車站資訊） - 九州旅客鐵道（日語）